# 假面舞會 (少年隊單曲)
《假面舞會》（日语：仮面舞踏会），是日本男性偶像團體少年隊的出道（第1張）單曲和代表作之一。1985年12月12日發行。

## 簡介
少年隊的出道歌曲，即獲得巨大的成功。分三版本，B面曲和封面內頁都不同，初回生產15萬張。是傑尼斯事務所藝人最早一批使用多版本不同封面的唱片之一。
連續6週佔據《The Best Ten》的冠軍歌曲位置，風頭一時無兩，在《The Best Ten》年終榜上更是高踞年度第4位。
實體唱片銷售方面，也在1985年底小林明子《墜入情網 -Fall in love-》熱潮的長期壟斷下，成功突破成為一個星期的Oricon公信榜冠軍。總銷量47.8萬張，是1986年度日本單曲銷量第3位。也是少年隊銷量最高的單曲。
獲邀至第37回NHK紅白歌合戰上演唱這首歌，白組主持人加山雄三介紹出場時將「假面舞會」（仮面舞踏会）錯說成「幪面超人」（仮面ライダー），是紅白史上其中一個經典的口誤。
憑著這首歌，少年隊幾乎壟斷了1986年所有重要獎項的最佳新人獎，包括日本唱片大賞最優秀新人賞、FNS歌謠祭最優秀新人賞等。

## 收錄曲目

### TYPE A
1. 假面舞會（仮面舞踏会）
作詞：；作曲：筒美京平；編曲：船山基紀
2. 彷如春風！（春風にイイネ!）
作詞：宮下智；作曲：佐藤健；編曲：中村哲

### TYPE B
1. 假面舞會
2. ONE STEP BEYOND
作詞：艾倫·奧戴伊；編曲：船山基紀

### TYPE C
1. 假面舞會
2. 日本Yoitoko摩訶不思議（日本よいとこ摩訶不思議）
作詞、作曲：野村義男；編曲：船山基紀